# Sondre Tronstad
Sondre Bjorvand Tronstad (Kristiansand, 26 agosto 1995) è un calciatore norvegese, centrocampista del Blackburn.

## Carriera

### Club
Tronstad ha giocato nelle giovanili del Tveit, per passare poi allo Start. Ha esordito in 1. divisjon in data 6 maggio 2012, subentrando ad Ernest Asante nella vittoria casalinga per 3-1 contro lo Strømmen. Ha contribuito alla promozione in massima divisione della sua squadra, arrivata al termine di quella stessa stagione.
Il 9 maggio 2013 ha pertanto debuttato in Eliteserien, sostituendo Solomon Owello nella sconfitta per 2-0 patita sul campo del Brann. L'11 agosto successivo ha trovato la prima rete nella massima divisione, contribuendo al successo per 1-3 arrivato in casa del Vålerenga.
Il 21 gennaio 2014, al termine della sua seconda stagione da professionista, è passato agli inglesi dell'Huddersfield Town. Nonostante il contratto di Tronstad con lo Start fosse giunto alla scadenza, la compagine norvegese ha ricevuto comunque un indennizzo da parte dell'Huddersfield Town per la valorizzazione del giocatore. Tronstad ha firmato un contratto valido fino al 30 giugno 2016 con il nuovo club, che si è riservato un'opzione per estenderlo di un'ulteriore stagione. Ha scelto la maglia numero 32 e, pur chiarendo sarebbe stato parte della prima squadra, è stato inizialmente aggregato alla formazione Under-21.
Rimasto in squadra per circa due anni, a cavallo di tre stagioni, Tronstad non ha collezionato alcuna presenza ufficiale con l'Huddersfield Town. L'8 agosto 2015 si è limitato ad una presenza in panchina in occasione della sfida di campionato contro l'Hull City, persa 2-0.
Il 14 gennaio 2016 ha fatto ritorno in Norvegia, firmando un contratto triennale con l'Haugesund. Il 13 marzo successivo è tornato a calcare i campi da calcio locali, schierato titolare nel successo per 0-1 arrivato in trasferta sul campo del Sarpsborg 08.

### Nazionale
Tronstad ha rappresentato la Norvegia a livello Under-16, Under-17 e Under-18.

## Statistiche

### Presenze e reti nei club
Statistiche aggiornate al 20 maggio 2019.
| Stagione                 | Club                     | Campionato               | Campionato | Campionato | Coppe nazionali | Coppe nazionali | Coppe nazionali | Coppe continentali | Coppe continentali | Coppe continentali | Supercoppe | Supercoppe | Supercoppe | Totale | Totale |
| Stagione                 | Club                     | Comp                     | Pres       | Reti       | Comp            | Pres            | Reti            | Comp               | Pres               | Reti               | Comp       | Pres       | Reti       | Pres   | Reti   |
| ------------------------ | ------------------------ | ------------------------ | ---------- | ---------- | --------------- | --------------- | --------------- | ------------------ | ------------------ | ------------------ | ---------- | ---------- | ---------- | ------ | ------ |
| 2012                     | Start                    | 1D                       | 12         | 0          | CN              | 4               | 0               | -                  | -                  | -                  | -          | -          | -          | 16     | 0      |
| 2013                     | Start                    | ES                       | 9          | 1          | CN              | 1               | 0               | -                  | -                  | -                  | -          | -          | -          | 10     | 1      |
| Totale Start             | Totale Start             | Totale Start             | 21         | 1          |                 | 5               | 0               |                    | -                  | -                  |            | -          | -          | 26     | 1      |
| gen.-giu. 2014           | Huddersfield Town        | FLC                      | 0          | 0          | FACup+CdL       | 0               | 0               | -                  | -                  | -                  | -          | -          | -          | 0      | 0      |
| 2014-2015                | Huddersfield Town        | FLC                      | 0          | 0          | FACup+CdL       | 0               | 0               | -                  | -                  | -                  | -          | -          | -          | 0      | 0      |
| 2015-gen. 2016           | Huddersfield Town        | FLC                      | 0          | 0          | FACup+CdL       | 0               | 0               | -                  | -                  | -                  | -          | -          | -          | 0      | 0      |
| Totale Huddersfield Town | Totale Huddersfield Town | Totale Huddersfield Town | 0          | 0          |                 | 0               | 0               |                    | -                  | -                  |            | -          | -          | 0      | 0      |
| 2016                     | Haugesund                | ES                       | 23         | 2          | CN              | 3               | 0               | -                  | -                  | -                  | -          | -          | -          | 26     | 2      |
| 2017                     | Haugesund                | ES                       | 29         | 0          | CN              | 4               | 0               | UEL                | 4                  | 1                  | -          | -          | -          | 37     | 1      |
| 2018                     | Haugesund                | ES                       | 29         | 1          | CN              | 4               | 0               | -                  | -                  | -                  | -          | -          | -          | 33     | 1      |
| 2019                     | Haugesund                | ES                       | 29         | 1          | CN              | 6               | 1               | -                  | -                  | -                  | -          | -          | -          | 35     | 2      |
| Totale Haugesund         | Totale Haugesund         | Totale Haugesund         | 110        | 4          |                 | 17              | 1               |                    | 4                  | 1                  |            | -          | -          | 131    | 6      |
| gen.giu.2020             | Vitesse                  | E                        | 6          | 0          | CO              | 1               | 0               |                    | -                  | -                  |            | -          | -          | 7      | 0      |
| 2020-2021                | Vitesse                  | E                        | 23         | 2          | CO              | 3               | 0               |                    | -                  | -                  |            | -          | -          | 26     | 2      |
| 2021-2022                | Vitesse                  | E                        | 25         | 2          | CO              | 2               | 0               | UECL               | 14                 | 1                  |            | -          | -          | 41     | 3      |
| Totale Vitesse           | Totale Vitesse           | Totale Vitesse           | 54         | 4          |                 | 6               | 0               |                    | 14                 | 1                  |            | -          | -          | 74     | 5      |
| Totale                   | Totale                   | Totale                   | 185        | 9          |                 | 29              | 1               |                    | 18                 | 2                  |            | -          | -          | 231    | 12     |